# Louis Fraenkel
Louis Charles Henri Fraenkel, ook gekend als Loes Fraenkel (Sloten, 18 augustus 1918 – Eefde, 29 mei 2006) was een Nederlands voetballer.

## Biografie
Louis Fraenkel was de zoon van Johannes Cornelis Fraenkel en Henriëtte Bernardine Leonardine Deutschmann. Hij was twee keer getrouwd. Zijn vader was journalist en hoofdredacteur van De Telegraaf (1942-1944). Zijn grootvader Louis Charles Henri Fraenkel was resident van Rembang (1901-1907).
Fraenkel speelde van 1936 tot 1940 bij AFC Ajax als rechtsbinnen. Van zijn debuut in het kampioenschap op 20 december 1936 tegen DFC tot zijn laatste wedstrijd op 26 mei 1940 tegen Haarlem speelde Fraenkel in totaal 10 wedstrijden in het eerste elftal van Ajax. Na een periode in Ajax vertrok hij naar HBS. Dan speelde hij nog voor AFC.
Fraenkel overleed op 29 mei 2006 op 87-jarige leeftijd.

## Statistieken
| Club  | Seizoen | Competitie | Competitie | Beker | Beker | Totaal | Totaal |
| Club  | Seizoen | Wed.       | Dlp.       | Wed.  | Dlp.  | Wed.   | Dlp.   |
| ----- | ------- | ---------- | ---------- | ----- | ----- | ------ | ------ |
| Ajax  | 1936/37 | 1          | 0          | -     | -     | 1      | 0      |
| Ajax  | 1938/39 | 8          | 0          | -     | -     | 8      | 0      |
| Ajax  | 1939/40 | 1          | 0          | -     | -     | 1      | 0      |
| Total | Total   | 10         | 0          | -     | -     | 10     | 0      |